# Centropages elongatus
Centropages elongatus is een eenoogkreeftjessoort uit de familie van de Centropagidae. De wetenschappelijke naam van de soort is voor het eerst geldig gepubliceerd in 1896 door Giesbrecht.